# Kong Karls Land
Kong Karls Land, ce qui signifie « Terre du Roi-Charles », est un archipel de petits îlots situé en mer de Barents compris dans l'archipel arctique du Svalbard. Le groupe d'îles couvre une superficie de 332 km2 et est composé des îles de Kongsøya, Svenskøya, Abeløya, Helgolandøya et Tirpitzøya.
Ces îles, qui ont la plus grande concentration d'ours dans le Svalbard, font partie d'une réserve naturelle avec Nordaustlandet et Kvitøya. L'accès à ces îles est très fortement restreint.

## Histoire
Kong Karls Land a été découvert par une expédition envoyée par la Compagnie de Moscovie en 1617, probablement à partir d'un point élevé sur Barentsøya. Ils ont nommé le groupe d'îles les « îles Wiche », en l'honneur de Richard Wyche.
Ces îles tombèrent dans l'oubli jusqu'à leur redécouverte en 1853 par le marin norvégien Erik Eriksen qui fut le premier à les accoster quelques années plus tard. Johan Andreas Altmann explore les îles en 1872.
En 1973 fut créée la réserve naturelle, puis le 1er juillet 1985 l'accès de ces îles fut totalement interdit. Cette interdiction vaut également pour le bord des côtes jusqu'à 500 mètres.